# Faisal Sakhizada
Faisal Sakhizada, född 1990, är en afghansk fotbollsspelare (mittback) som sedan 2016 spelar för det australiska klubblaget Kingston City. Han spelade 2008–2015 för Afghanistans fotbollslandslag.